# Championnat de Tunisie masculin de volley-ball 1989-1990
Navigation
Saison précédente Saison suivante
Le championnat de Tunisie masculin de volley-ball 1989-1990 est la 35e édition à se tenir depuis 1956. Il est disputé par les douze meilleurs clubs en deux phases : une première phase de classement en aller et retour et une deuxième en aller simple en conservant le classement précédent en trois poules : play-off, honneur et play-out.
Le Club africain, qui a gardé le même entraîneur et le même effectif renforcé par l'intégration des jeunes Zoubeir Hajji, Hichem Ouenniche et Nazih Ben Bechir, remporte le championnat et la coupe de Tunisie.
En bas du tableau, l'Union sportive des transports de Sfax et la Zitouna Sports rétrogradent et sont remplacés par l'Aigle sportif d'El Haouaria et l'Étoile sportive de Radès.

## Division nationale

### Première phase
| Rang | Équipe                                | Points | Matchs | Victoires | Défaites | Sets pour | Sets contre | Ratio SP/SC |
| 1    | Club africain                         | 42     | 22     | 20        | 2        | 62        | 14          | 4.42        |
| 2    | Club sportif sfaxien                  | 41     | 22     | 19        | 3        | 60        | 18          | 3.33        |
| 3    | Club olympique de Kélibia             | 36     | 22     | 14        | 8        | 52        | 35          | 1.48        |
| 4    | Association sportive des PTT Sfax     | 35     | 22     | 13        | 9        | 46        | 39          | 1.17        |
| 5    | Étoile sportive du Sahel              | 34     | 22     | 12        | 10       | 41        | 40          | 1.02        |
| 6    | Étoile olympique La Goulette Kram     | 32     | 22     | 10        | 12       | 43        | 41          | 1.04        |
| 7    | Espérance sportive de Tunis           | 32     | 22     | 10        | 12       | 44        | 46          | 0.95        |
| 8    | Saydia Sports                         | 32     | 22     | 10        | 12       | 41        | 48          | 0.85        |
| 9    | Club sportif de Hammam Lif            | 32     | 22     | 10        | 12       | 41        | 49          | 0.83        |
| 10   | Avenir sportif de La Marsa            | 29     | 22     | 7         | 15       | 36        | 51          | 0.70        |
| 11   | Zitouna Sports                        | 25     | 22     | 3         | 19       | 19        | 60          | 0.31        |
| 12   | Union sportive des transports de Sfax | 25     | 22     | 3         | 19       | 18        | 62          | 0.29        |

### Play-off
| Rang | Équipe                            | Points | Matchs | Victoires | Défaites | Sets pour | Sets contre |
| 1    | Club africain                     | 48     | 25     | 23        | 2        | 71        | 14          |
| 2    | Club sportif sfaxien              | 46     | 25     | 21        | 4        | 66        | 21          |
| 3    | Club olympique de Kélibia         | 39     | 25     | 14        | 11       | 52        | 44          |
| 4    | Association sportive des PTT Sfax | 39     | 25     | 14        | 11       | 49        | 45          |

### Poule d'honneur
| Rang | Équipe                            | Points | Matchs | Victoires | Défaites | Sets pour | Sets contre |
| 1    | Saydia Sports                     | 38     | 25     | 13        | 12       | 50        | 50          |
| 2    | Étoile sportive du Sahel          | 38     | 25     | 13        | 12       | 44        | 46          |
| 3    | Étoile olympique La Goulette Kram | 37     | 25     | 12        | 13       | 51        | 45          |
| 4    | Espérance sportive de Tunis       | 35     | 25     | 10        | 15       | 45        | 55          |

### Play-out
| Rang | Équipe                                | Points | Matchs | Victoires | Défaites | Sets pour | Sets contre |
| 1    | Club sportif de Hammam Lif            | 36     | 25     | 11        | 14       | 44        | 57          |
| 2    | Avenir sportif de La Marsa            | 35     | 25     | 10        | 15       | 45        | 53          |
| 3    | Union sportive des transports de Sfax | 30     | 25     | 5         | 20       | 26        | 64          |
| 4    | Zitouna Sports                        | 28     | 25     | 3         | 22       | 21        | 69          |

## Division 2
Treize clubs répartis en deux poules participent à cette compétition.

### Poule A
- 1er : Fatah Hammam El Ghezaz
- 2e : Aigle sportif d'El Haouaria
- 3e : Association sportive des PTT
- 4e : Al Hilal
- 5e : Union sportive de Bousalem
- 6e : Club sportif de Jendouba
- 7e : Association sportive de Ghardimaou

### Poule B
- 1er : Étoile sportive de Radès
- 2e : Tunis Air Club
- 3e : Union sportive monastirienne
- 4e : Stade sportif sfaxien
- 5e : Union sportive de Carthage
- 6e : Union sportive de Borj Cédria
- Non engagés : Gazelec sport de Tunis et Étoile sportive de Métlaoui

### Tournoi d'accession
Les deux premiers montent en division nationale. Les deux autres doivent constituer avec les deux relégués et les clubs classés troisième et quatrième de chaque poule la division 2, alors que les autres rétrogradent en division 3.
- 1er : Aigle sportif d'El Haouaria
- 2e : Étoile sportive de Radès
- 3e : Fatah Hammam El Ghezaz
- 4e : Tunis Air Club